# Liste der Baudenkmale in Lüsen (Lüchow (Wendland))
In der Liste der Baudenkmale in Lüsen (Lüchow (Wendland)) sind die Baudenkmale des niedersächsischen Dorfes Lüsen aufgelistet. Der Stand der Liste ist der 21. Oktober 2021. Dies ist ein Teil der Liste der Baudenkmale in Lüchow (Wendland). Die Quelle der IDs und der Beschreibungen ist der Denkmalatlas Niedersachsen.

## Allgemein
In den Spalten befinden sich folgende Informationen:
- Lage: die Adresse des Baudenkmales und die geographischen Koordinaten. Kartenansicht, um Koordinaten zu setzen. In der Kartenansicht sind Baudenkmale ohne Koordinaten mit einem roten Marker dargestellt und können in der Karte gesetzt werden. Baudenkmale ohne Bild sind mit einem blauen Marker gekennzeichnet, Baudenkmale mit Bild mit einem grünen Marker.
- Bezeichnung: Bezeichnung des Baudenkmales
- Beschreibung: die Beschreibung des Baudenkmales. Unter § 3 Abs. 2 NDSchG werden Einzeldenkmale und unter § 3 Abs. 3 NDSchG Gruppen baulicher Anlagen und deren Bestandteile ausgewiesen.
- ID: die Objekt-ID des Baudenkmales
- Bild: ein Bild des Baudenkmales, ggf. zusätzlich mit einem Link zu weiteren Fotos des Baudenkmals im Medienarchiv Wikimedia Commons. Wenn man auf das Kamerasymbol klickt, können Fotos zu Baudenkmalen aus dieser Liste hochgeladen werden:

## Baudenkmale

### Einzelobjekte
| Lage                               | Bezeichnung                  | Beschreibung | ID       | Bild |
| ---------------------------------- | ---------------------------- | --- | -------- | ---- |
| Nr. 9 52° 59′ 37″ N, 11° 7′ 19″ O  | Wohn- und Wirtschaftsgebäude | Vierständerhaus in Fachwerk mit Backsteinausfachung, unter Satteldach. Engmaschiges Gitterfachwerk mit durchlaufendem Raster. Gefüge des Wohnendes teilweise in Backsteinmauerwerk ersetzt. Wieder aufgebaut nach einem Großbrand im Jahre 1829. | 30863281 | BW   |
| Nr. 18 52° 59′ 36″ N, 11° 7′ 22″ O | Wohn- und Wirtschaftsgebäude | Vierständerhaus in Fachwerk mit Backsteinausfachung, unter Satteldach. Engmaschiges Gitterfachwerk mit durchlaufendem Raster. Wieder aufgebaut nach einem Brand im Jahre 1848.                                                                   | 30863261 | BW   |
| Nr. 22 52° 59′ 34″ N, 11° 7′ 16″ O | Wohn- und Wirtschaftsgebäude | Giebelständiges Vierständerhaus in Fachwerk mit Backsteinausfachung, unter Satteldach. Wieder aufgebaut nach einem Großbrand im Jahre 1829. Ehemals Hofstelle Nr. 10.                                                                            | 30863227 | BW   |
| Nr. 23 52° 59′ 34″ N, 11° 7′ 14″ O | Wohn- und Wirtschaftsgebäude | Vierständerhaus in Fachwerk mit Backsteinausfachung, unter Satteldach in Hohlpfannendeckung. Wirtschaftsgiebel mit engmaschigem Gitterfachwerk. Wieder aufgebaut nach einem Großbrand im Jahre 1829.                                             | 30863210 | BW   |